# Clash at the Castle 2022
Clash at the Castle è stata la prima edizione dell'omonimo pay-per-view prodotto dalla WWE svoltosi il 3 settembre 2022, al Principality Stadium di Cardiff e trasmesso in diretta su Peacock negli Stati Uniti e sul WWE Network nel resto del mondo.
Con questo evento, la WWE è tornata ad organizzare un evento nel Regno Unito a più di diciannove anni da Insurrextion 2003 ed è tornata ad organizzare un evento in uno stadio britannico dopo trent'anni (l'ultimo era stato SummerSlam 1992).

## Storyline
Nell'episodio dell'8 luglio di SmackDown, Drew McIntyre avrebbe dovuto affrontare Sheamus per determinare lo sfidante all'Undisputed WWE Universal Championship a Clash at the Castle, ma quest'ultimo si finse malato e il match non si svolse. L'incontro fu recuperato il 29 luglio, dove fu McIntyre a spuntarla. A SummerSlam, Roman Reigns mantenne il titolo contro Brock Lesnar e quindi sfiderà lui McIntyre.
Nella puntata di SmackDown del 5 agosto, Shayna Baszler vinse un gauntlet match dopo aver eliminato per ultima Raquel Rodriguez, diventando così la sfidante allo SmackDown Women's Championship di Liv Morgan.
A SummerSlam, Bianca Belair difese con successo il Raw Women's Championship contro Becky Lynch. Al termine dell'incontro, la rientrante Bayley insieme a Dakota Kai e Iyo Sky si confrontarono con Belair e Lynch, con quest'ultima che effettuò un turn face per schierarsi dalla parte della campionessa. Il 1º agosto a Raw, Bayley, Kai e Sky attaccarono Lynch, colpendola al braccio destro infortunato, per poi assalire anche Belair, Asuka e Alexa Bliss. La settimana successiva, Bayley, Kai e Sky sfidarono Belair, Asuka e Bliss ad un six-woman tag team match per Clash at the Castle.
A SummerSlam, Matt Riddle avrebbe dovuto affrontare Seth Rollins, ma l'incontro venne cancellato dopo che quest'ultimo attaccò brutalmente il primo durante la puntata di Raw del 25 luglio, rendendolo impossibilitato a combattere. All'evento, Riddle si presentò sul ring e chiamò apertamente Rollins, il quale lo colpì tuttavia con due Curb Stomp, aggravandogli l'infortunio al collo. Riddle tornò nella puntata di Raw del 15 agosto, dove ingaggiò una rissa con Rollins per poi sfidarlo ad un match per Clash at the Castle.
Nella puntata di SmackDown del 19 agosto, Sheamus vinse un fatal-5 way match che comprendeva anche Happy Corbin, Sami Zayn, Ricochet e Madcap Moss, diventando così il primo sfidante all'Intercontinental Championship di Gunther per Clash at the Castle.
A SummerSlam, Rey e Dominik Mysterio sconfissero Finn Bálor e Damian Priest del Judgment Day in un no disqualification tag team match grazie all'aiuto del rientrante Edge, che attaccò i suoi ex alleati. Dopo alcune settimane di scontri, fu annunciato che Rey e Edge avrebbero affrontato Bálor e Priest a Clash at the Castle.

## Risultati
| #       | Match                                                                                                   | Stipulazioni                                             | Durata |
| ------- | --- | -------------------------------------------------------- | ------ |
| Kickoff | Madcap Moss e gli Street Profits hanno sconfitto Austin Theory e l'Alpha Academy                        | Six-man tag team match                                   | 6:29   |
| 1       | Bayley, Dakota Kai e Iyo Sky hanno sconfitto Alexa Bliss, Asuka e Bianca Belair                         | Six-woman tag team match                                 | 18:44  |
| 2       | Gunther (c) (con Giovanni Vinci e Ludwig Kaiser) ha sconfitto Sheamus (con Ridge Holland e Butch)       | Single match per il WWE Intercontinental Championship    | 19:33  |
| 3       | Liv Morgan (c) ha sconfitto Shayna Baszler                                                              | Single match per il WWE SmackDown Women's Championship   | 11:02  |
| 4       | Edge e Rey Mysterio (con Dominik Mysterio) hanno sconfitto Finn Bálor e Damian Priest (con Rhea Ripley) | Tag team match                                           | 12:35  |
| 5       | Seth Rollins ha sconfitto Matt Riddle                                                                   | Single match                                             | 17:22  |
| 6       | Roman Reigns (c) ha sconfitto Drew McIntyre                                                             | Single match per l'Undisputed WWE Universal Championship | 30:47  |